# Ani DiFranco
Ani DiFranco, właśc. Angela Marie Difranco (ur. 23 września 1970 w Buffalo) – amerykańska piosenkarka, gitarzystka i autorka piosenek.
Od 1989 wydaje co najmniej jeden album rocznie, z wyjątkiem roku 2001. Postrzegana jako ikona feminizmu, cieszy się oddaną publicznością. Identyfikuje się także jako biseksualistka, w swej twórczości często wykorzystuje wątek miłości między dwiema kobietami.

## Dyskografia

### Albumy studyjne
- 1990 – Ani DiFranco
- 1991 – Not So Soft
- 1992 – Imperfectly
- 1993 – Puddle Dive
- 1993 – Like I Said: Songs 1990-91
- 1994 – Out of Range
- 1995 – Not a Pretty Girl
- 1996 – Dilate
- 1996 – The Past Didn't Go Anywhere (we współpracy z Utah Phillips)
- 1998 – Little Plastic Castle
- 1999 – Up Up Up Up Up Up
- 1999 – Fellow Workers (we współpracy z Utah Phillips)
- 1999 – To the Teeth
- 2001 – Revelling/Reckoning
- 2003 – Evolve
- 2004 – Educated Guess
- 2005 – Knuckle Down
- 2006 – Reprieve
- 2007 - Canon
- 2008 – Red Letter Year
- 2012 - ¿Which Side Are You On?

### Albumy live
- 1994 – An Acoustic Evening With
- 1997 – Living in Clip
- 1998 – Women in (E)motion
- 2002 – So Much Shouting, So Much Laughter
- 2004 – Atlanta – 10.9.03
- 2004 – Sacramento – 10.25.03
- 2004 – Portland – 4.7.04
- 2005 – Boston – 11.16.03
- 2005 – Chicago – 1.17.04
- 2005 – Madison – 1.25.04
- 2005 – Rome – 11.15.04
- 2006 – Carnegie Hall – 4.6.02

### EP-ki
- 1996 – More Joy, Less Shame
- 1999 – Little Plastic Remixes
- 2000 – Swing Set

### Nagrania demo
- 1989 – Demo tape (nie wydana oficjalnie)

### Nagrania video
- 2002 – Render: Spanning Time with Ani DiFranco
- 2004 – Trust